# Lennart Nicander
Lennart Vilhelm Nicander, född 4 november 1923 i Ökna församling i Jönköpings län, död 8 maj 1991, var en svensk veterinär och professor.
Lennart Nicander var son till distriktschef Josef Nicander och Greta, ogift Lindell. Nicander, som blev docent vid Veterinärhögskolan 1952 och prosektor där 1953, avlade veterinärexamen och blev veterinärmedicine doktor 1958, tillförordnad professor samma år, professor i anatomi och histologi vid Veterinärhögskolan 1959, vid Sveriges lantbruksuniversitet 1977–1979 samt slutligen professor i anatomi vid Norges veterinärhögskola från 1977. Han var på senare tid bosatt i Roa i Norge.
Han var ledamot av Det Norske Vitenskapsakademien 1982. Han publicerade studier om reproduktionsorganens och immunsystemets histologi.
Lennart Nicander var 1951–1973 gift med Anna-Lisa Mandahl (född 1931), dotter till operasångaren Thor Mandahl och Gurli Pramberg. De fick barnen Björn (född 1952), Hans (född 1954), Eva (född 1959) och Lars (född 1965). Han är begravd på Kvibergs kyrkogård i Göteborg.